# Исламофобия

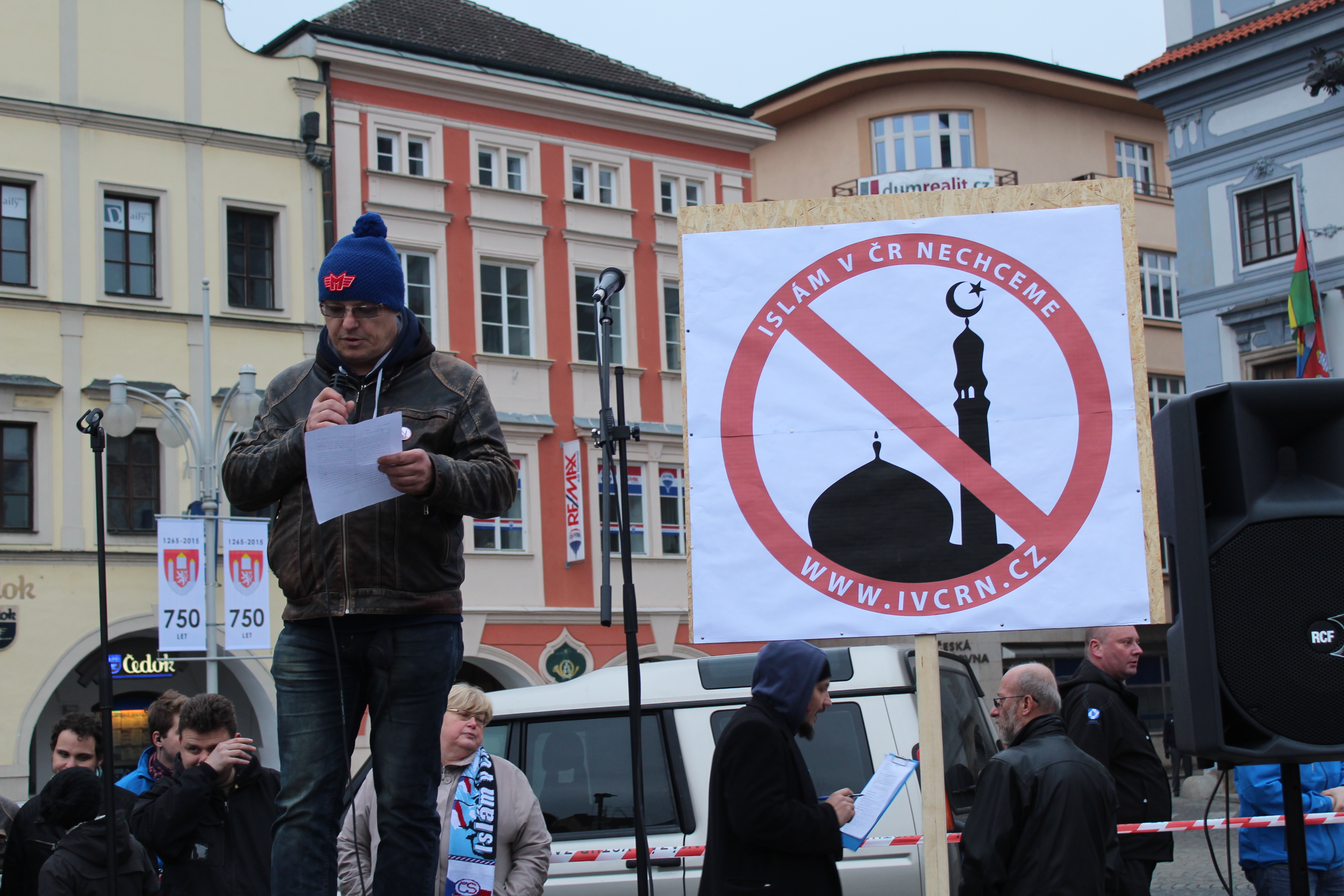
Анти-мусульманская демонстрация в Чехии

Исламофо́бия — разновидность ксенофобии; страх, предрассудки и ненависть к мусульманам, проявляющиеся в виде предвзятости, преследований, подстрекательств, агрессии и запугивания. Порожденная институциональной и идеологической враждебностью, исламофобия выражается в структурном и культурном расизме и направлена на символы ислама и признаки принадлежности к мусульманам.

## Определение
Исследователи Г. Энгельгардт и А. Крымин под исламофобией понимают «действия и высказывания, оцениваемые мусульманами как враждебные исламу», куда включаются погромы, критика в адрес мусульман, исламских активистов, исламского вероучения и социальной практики.
В 1997 году британский исследовательский центр Runnymede Trust опубликовал доклад «Исламофобия — вызов для всех». Возглавлявший проект профессор Гордон Коннуэй определил исламофобию как «боязнь и ненависть к исламу и мусульманам, присущие СМИ всех уровней и распространённые во всех слоях общества».

## Борьба с исламофобией
В декабре 2004 года прошла конференция «Борьба с исламофобией», где председательствовал генеральный секретарь ООН. Совет Европы осудил проявления исламофобии.
В Коране мусульманам предписывается защищаться в случае преследования:

Тем, которые подвергаются нападению, дозволено [сражаться], защищая себя от насилия. Воистину, во власти Аллаха помочь тем, которые беззаконно были изгнаны из своих жилищ только за то, что говорили: «Наш Господь — Аллах». Если бы Аллах не даровал одним людям возможность защищаться от других, то непременно были бы разрушены кельи, церкви, синагоги и мечети, в которых премного славят имя Аллаха. Нет сомнения, Аллах помогает тому, кто Ему помогает. Воистину, Аллах — Всесильный, Могущественный. (22, 39-40)

В марте 2008 года глава комитета Совета Федерации России по международным делам Михаил Маргелов заявил, что считает проблему исламофобии в Европе весьма серьёзной. Маргелов подчеркнул насущность борьбы с европейской исламофобией, отметив, что «у России достаточно богатый исторический опыт, чтобы оказать помощь мусульманам всего мира в урегулировании конфликтов, борьбе с экстремистами и западной исламофобией».

## Исламофобия в мире
Исламофобия появилась одновременно с началом распространения ислама, однако её масштабы были незначительны.
Резкое возрастание исламофобии во всём мире связано с событиями 11 сентября и войнами, которые ведутся США в мусульманских странах среди части американцев получили распространение антимусульманские настроения (исламофобия). Особенно скандальную известность приобрёл пастор Терри Джонс, который собирался публично сжечь Коран.

### Исламофобия в России
В дореволюционной России существовали ограничения на распространение религий, подданные имели разные права и обязанности в зависимости от их религиозной принадлежности. В частности были ограничены возможности мусульман быть представленными в органах власти, религиозные институты мусульман не имели автономии, в отличие, например, от армянской церкви, и регулировались светскими властями. Исламская культура представала перед ними как нечто чуждое и враждебное. В реформах Александра II также проявилась дискриминационная политика по отношению к мусульманам. Согласно указу царского правительства нехристианам полагалось не больше трети мест в городском совете вне зависимости от их доли в электорате. В 1892 году этот предел был снижен до одной пятой. В начале 1880-х воинская повинность была распространена на Северный Кавказ. После царское правительство проявило недоверие к мусульманам, освободив их от воинской повинности (однако освобождение от воинской повинности не мешало поступать в Российскую армию добровольцам из регионов Кавказа, из которых была сформирована известная своей доблестью Кавказская конная дивизия).
Ксенофобные настроения части населения в великорусских областях Российской империи акцентируются и на этническом происхождении сограждан, и на религиозной принадлежности.
Однако, по словам профессора истории Стэнфордского университета Роберта Д. Крюса, Россия исторически была более терпима к тюркским народам, чем любые другие европейские администрации, и многие тюркские народы (например, татары, башкиры, карачаевцы, ногайцы, казахи, чуваши), к некоторым из них относились справедливо в Российской империи. Однако не все тюркские народы удостоились такого щедрого обращения, например, крымские татары при российской царской администрации были вынуждены покинуть свои дома и перебраться в Турцию из-за российской колониальной политики на Крымском полуострове. Многие турки-мусульмане также составляли значительную часть российской имперской администрации и основную часть российской армии в её расширении.
В то же время российские правители старались не подавлять ислам, а интегрировать мусульманские общины в систему империи. Так при Екатерине II был принят указ «О терпимости всех вероисповеданий», а в 1788 году создана официальная организация мусульман России — Оренбургское магометанское духовное собрание. И впоследствии, при присоединении мусульманских народов Кавказа, Крыма и Средней Азии, Империя не пыталась насильственно обращать их в иную веру. Некоторые виднейшие мусульманские культурные и научные деятели(напр. Исмаил Гаспринский) видели в России страну, которая сможет обеспечить реальное равноправие и процветание для представителей всех этносов и конфессий.
С другой стороны, ряд мусульманских деятелей видят в России проявления исламофобии, которые заключаются, по их мнению, в отождествлении ислама с терроризмом, непризнании ряда норм шариата, критике отдельных норм ислама, в случаях отказа предоставления земельных участков под мечети.
Председатель Совета муфтиев России Равиль Гайнутдин сказал, что «употребление таких религиозных терминов как „шахид“, „моджахед“, „воин Аллаха“ и других в отношении террористов в корне неверно и направлено в первую очередь на дискредитацию ислама». По мнению мусульманского сайта Ислам.ру, исламофобию инициировал Борис Ельцин с целью отвлечь внимание населения от приватизации. Глава ДУМ Азиатской части России Н. Аширов считает, что дискриминацией мусульманок является приказ министра внутренних дел РФ о проверке женщин в мусульманских платках как возможных террористок (т. н. «Операция Фатима»).
Газета Саудовской Аравии «Arab News» пишет, что «исламофобия никогда не исчезала в России, но сейчас она достигла максимума за всю посткоммунистическую эпоху, и власти ничего не делают, чтобы её остановить… Мишенью страха и ненависти русских становятся все живущие в стране мусульмане… Исламофобия в России процветает, её разжигает и пресса, публикуя рядом с портретами Усамы бен Ладена фото местных исламских лидеров. Лидеры российских мусульман говорят о волне репрессий, захлестнувшей общину после терактов на рок-концерте… Российские власти, включая президента Путина, не препятствуют этому и потому несут всю полноту ответственности».

### Исламофобия в Европе
- В Великобритании отмечены случаи, когда школьники подвергались арестам за антимусульманские высказывания[12].
- Комиссия по делам британских мусульман и исламофобии утверждает, что британские мусульмане подвергаются дискриминации со стороны властей[13].
- В декабре 2006 года газета The International Herald Tribune опубликовала доклад Европейского центра по мониторингу проявлений расизма и ксенофобии, занимающегося выявлением нарушений этнического и религиозного характера в странах Евросоюза. В докладе приводятся сотни случаев проявлений исламофобии с 2004 года, среди которых: вандализм в отношении мечетей и мусульманских центров, оскорбления в адрес женщин, носящих мусульманские платки (хиджабы), нападения на мусульман, натравливание собак. Отмечен случай, когда группа граждан с бейсбольными битами напала на мусульманскую семью в Дании. Согласно докладу, дискриминация мусульман наблюдается на рынках труда и жилья, в сфере образования[14].
- Норвежский террорист Андерс Беринг Брейвик 22 июля 2011 года убил 77 и ранил 151 сограждан (не все из которых были мусульманами), после чего открыто заявил, что он лютеранского вероисповедания и член масонской ложи «Святого Олафа»[15].

### Исламофобия в США
В рамках исследования Калифорнийского университета в Беркли была опрошена группа мусульман, живущих в США. Группа опрошенных включала в себя людей разного этнического происхождения и возрастных категорий. 97,8 % респондентов назвали исламофобию существующей проблемой в США. 67,5 % опрошенных утверждали, что хотя бы раз сталкивались с враждебным отношением из-за своей религии, при этом женщины сталкивались с этим чаще (76,7 %), чем мужчины (58,6 %). При этом 93,7 % респондентов заявили, что исламофобия оказывает негативное влияние на их эмоциональное и психическое благополучие. Это касается не прямых нападков, а в целом распространение исламофобских настроений в американском обществе и СМИ «образование атмосферы, будто за мусульманами наблюдают, осуждают и изгоняют из общественной жизни в некотором роде». 32,9 % опрошенных заявили, что стремятся скрыть свою религиозную принадлежность, при этом молодые делают это гораздо чаще. 62,7 % респондентов также заявили, что сталкивались с дискриминацией и по их мнению несправедливым отношением со стороны органов власти, лишь 12,5 % опрошенных сообщали о своих инцидентах с властями. 53,3 % опрошенных утверждали, что сталкивались с грубым и пренебрежительным отношением со стороны сотрудников правоохранительных органов.
- В 2004 году организация Совет американо-исламских отношений (CAIR, представительство в США катаро-турецкой организации «Братья-мусульмане») начала кампанию против исламофобии в американских СМИ[17].
- О. А. Колобов считает проявлением исламофобии действия США против Ирана, Ливии, Сирии, Судана[18].

### Исламофобия в Китае
Согласно независимым средствам массовой информации, с 2014 года правительство Китая проводит политику, в результате которой более миллиона китайских мусульман (большинство из них уйгуры, но также включаются и другие тюркские народы, такие как казахи, кыргызы, салары, татары, узбеки и другие) были без суда заключены в так называемые «лагеря перевоспитания». Это самое масштабное массовое заключение этнических и религиозных меньшинств со времён Второй мировой войны.
Тысячи мечетей были разрушены или повреждены, сотни тысяч детей были насильственно разлучены со своими родителями и отправлены в школы-интернаты.

## Критика концепции исламофобии
Концепция исламофобии и её использование стали предметом критики в современной научной и публицистической литературе. Исследователи указывают на то, что некоторые политические группы и организации используют термин «исламофобия» для подавления обоснованной критики ислама или его практик.

### Исламофобия и критика ислама
Некоторые исследователи утверждают, что широкое толкование термина «исламофобия» может привести к его неправомерному использованию и растягиванию на случаи обоснованной критики ислама или его отдельных аспектов, ограничивая, таким образом, любое обсуждение этой религии.
В заявлении 2006 года, опубликованном французским еженедельником Charlie Hebdo относительно «исламского тоталитаризма» и подписанном Салманом Рушди, Айаан Хирси Али и другими, исламофобия была названа «убогой концепцией», которая «смешивает критику ислама как религии со стигматизацией тех, кто исповедует эту религию».
Критики также предупреждают о том, что понятие «исламофобии» может быть использовано для защиты экстремистских идей и практик под предлогом борьбы с дискриминацией, что может привести к неправомерному оправданию или легитимизации насилия и терроризма.
Понятие «исламофилии» используется для описания безоговорочного восхищения исламом и его практиками, выступая антонимом «исламофобии».

### Альтернативные термины
В современной литературе предлагаются альтернативы для замены термина «исламофобия». Согласно оксфордскому «Словарю социологии», предлагаемый термин «антимусульманский» (англ. anti-Muslim) охватывает дискриминацию и нетерпимость к мусульманам, не ограничивая при этом критику ислама как религиозной идеологии.

### Сравнение с антисемитизмом
В контексте критики поднимается вопрос сравнения исламофобии с антисемитизмом. Противники этого сравнения указывают на существенные различия ислама и иудаизма в историческом контексте, считая его некорректным и необоснованным.